# デイビー・ガルシア
デイビー・アンダーソン・ガルシア（Deivi Anderson García, 1999年5月19日 - ）は、ドミニカ共和国モンセニョール・ノウエル州ボナオ出身のプロ野球選手（投手）。右投右打。MLBのミルウォーキー・ブルワーズ傘下所属。

## 経歴

### プロ入りとヤンキース時代
| 年   | チーム | 階級         |
| ---- | ------ | ------------ |
| 2016 | NYY    | FRk          |
| 2017 | NYY    | Rk+, Rk, FRk |
| 2018 | NYY    | A, A+, AA    |
| 2019 | NYY    | AA, AAA, A+  |
| 2020 | NYY    | MLB          |

2015年7月にインターナショナル・フリーエージェントでニューヨーク・ヤンキースと契約金20万ドルでプロ入り。
翌2016年6月9日にヤンキース傘下のマイナーチームであるルーキー級ドミニカン・サマーリーグ・ヤンキース2でプロデビュー。このシーズンは同チームで14先発・48.1回を投げ、1勝5敗・防御率2.61を記録した。
2017年もルーキー級ドミニカン・サマーリーグ・ヤンキースで6月の開幕を迎えた。開幕から約3週間後の6月26日にR級ガルフ・コーストリーグ・ヤンキースに転属。更に7月24日にアパラチアンリーグのルーキー級プラスキ・ヤンキースに昇格した。このシーズンは3チーム合計で13登板・60.0回を投げ、6勝2敗・防御率3.30を記録した。
2018年のシーズン前に発表されたen:MLB.comのプロスペクトランキングで、ガルシアはチーム11位の評価を受けた。6月の開幕はA+級タンパ・ターポンズで迎えたが、1先発したのちにA級チャールストン・リバードッグスに転属。8月6日に再びA+級タンパに戻った。シーズン終了直前の9月2日にAA級トレントン・サンダーに昇格しシーズンを終えた。このシーズンは3チーム合計で14先発・74.0回を投げ、5勝4敗、防御率2.55を記録した。
2019年のシーズン前に発表されたMLB.comのプロスペクトランキングで、ガルシアはチーム1位・全体62位の評価を受けた。4月の開幕は去年同様A+級タンパで迎えた。4月30日にAA級トレントンに昇格。7月7日に行われたオールスター・フューチャーズゲームにアメリカンリーグ代表として選出され、先発として初回を抑えた。フューチャーズゲーム後の7月11日にAAA級スクラントン・ウィルクスバリ・レイルライダースに昇格。このシーズンは3チーム合計で26登板・111.1回を投げ、5勝9敗・防御率4.28を記録した。シーズンオフの11月20日に40人枠に追加された。
2020年シーズン前に発表されたMLB.comのプロスペクトランキングで、ガルシアはチーム3位の評価を受けた。7月の開幕はPNCフィールドを本拠地とするAlternate Training Siteに配属。8月30日にアクティブ・ロースターに追加され、同日行われたニューヨーク・メッツとのダブルヘッダー第2戦に先発しメジャーデビュー。この試合では6回を投げ6奪三振・1失点で、チームは勝利した。
2023年8月7日にカルロス・ロドンを復帰させることに伴い、DFAとなった。

### ホワイトソックス時代
2023年8月10日にウェイバー公示を経てシカゴ・ホワイトソックスへ移籍した。
翌2024年4月28日にブラッド・ケラーを昇格させることに伴ってDFAとなり、5月2日にウェイバーを経てAAA級シャーロット・ナイツに送られた。オフの11月4日にFAとなった。

### ブルワーズ傘下時代
2024年11月18日にミルウォーキー・ブルワーズとマイナー契約を結び、2025年のスプリングトレーニングに招待選手として参加することになった。

## 投球スタイル
| 球種           | 割合 | 平均球速 | 平均球速 | 最高球速 | 最高球速 |
| 球種           | %    | mph      | km/h     | mph      | km/h     |
| -------------- | ---- | -------- | -------- | -------- | -------- |
| フォーシーム   | 41.2 | 92.2     | 148.4    | 96.2     | 154.8    |
| スライダー     | 20.3 | 81.7     | 131.5    | 84.3     | 135.7    |
| チェンジアップ | 19.6 | 82.5     | 132.8    | 85.1     | 137      |
| カーブ         | 19   | 75.8     | 122      | 77.9     | 125.4    |

インステップ気味のオーバースローからは最速96.2mph（約154.8km/h）の速球、82mphのスライダー、76mphのカーブで、いずれも高いスピンレートが計測されている。左打者に対してはチェンジアップも使用する。
マイナーでの通算奪三振率は12.7と高い値を記録している一方、同期間の与四球率も3.8とやや高い。

## 詳細情報

### 年度別投手成績
| 年 度    | 球 団    | 登 板 | 先 発 | 完 投 | 完 封 | 無 四 球 | 勝 利 | 敗 戦 | セ 丨 ブ | ホ 丨 ル ド | 勝 率 | 打 者 | 投 球 回 | 被 安 打 | 被 本 塁 打 | 与 四 球 | 敬 遠 | 与 死 球 | 奪 三 振 | 暴 投 | ボ 丨 ク | 失 点 | 自 責 点 | 防 御 率 | W H I P |
| -------- | -------- | ----- | ----- | ----- | ----- | -------- | ----- | ----- | -------- | ----------- | ----- | ----- | -------- | -------- | ----------- | -------- | ----- | -------- | -------- | ----- | -------- | ----- | -------- | -------- | ------- |
| 2020     | NYY      | 6     | 6     | 0     | 0     | 0        | 3     | 2     | 0        | 0           | .600  | 146   | 34.1     | 35       | 6           | 6        | 0     | 1        | 33       | 0     | 0        | 20    | 19       | 4.98     | 1.19    |
| 2021     | NYY      | 2     | 2     | 0     | 0     | 0        | 0     | 2     | 0        | 0           | .000  | 38    | 8.1      | 8        | 1           | 4        | 0     | 1        | 7        | 0     | 0        | 7     | 6        | 6.48     | 1.44    |
| 2023     | NYY      | 2     | 0     | 0     | 0     | 0        | 0     | 0     | 1        | 0           | ----  | 25    | 5.2      | 4        | 1           | 4        | 0     | 0        | 3        | 0     | 0        | 1     | 1        | 1.59     | 1.41    |
| 2023     | CWS      | 6     | 0     | 0     | 0     | 0        | 0     | 1     | 0        | 0           | .000  | 42    | 9.1      | 5        | 1           | 8        | 0     | 1        | 7        | 0     | 0        | 8     | 3        | 2.89     | 1.39    |
| '23計    | CWS      | 8     | 0     | 0     | 0     | 0        | 0     | 1     | 1        | 0           | .000  | 67    | 15.0     | 9        | 2           | 12       | 0     | 1        | 10       | 0     | 0        | 9     | 4        | 2.40     | 1.40    |
| 2024     | CWS      | 14    | 0     | 0     | 0     | 0        | 1     | 2     | 1        | 0           | .333  | 68    | 14.0     | 16       | 2           | 11       | 1     | 0        | 15       | 4     | 0        | 16    | 11       | 7.07     | 1.93    |
| MLB：4年 | MLB：4年 | 30    | 8     | 0     | 0     | 0        | 4     | 7     | 2        | 0           | .364  | 319   | 71.2     | 58       | 11          | 33       | 1     | 3        | 65       | 4     | 0        | 52    | 40       | 5.02     | 1.41    |

- 2024年度シーズン終了時

### MLBポストシーズン投手成績
| 年 度     | 球 団     | シ リ ｜ ズ | 登 板 | 先 発 | 勝 利 | 敗 戦 | セ ｜ ブ | 打 者 | 投 球 回 | 被 安 打 | 被 本 塁 打 | 与 四 球 | 敬 遠 | 与 死 球 | 奪 三 振 | 暴 投 | ボ ｜ ク | 失 点 | 自 責 点 | 防 御 率 |
| --------- | --------- | ----------- | ----- | ----- | ----- | ----- | -------- | ----- | -------- | -------- | ----------- | -------- | ----- | -------- | -------- | ----- | -------- | ----- | -------- | -------- |
| 2020      | NYY       | ALDS        | 1     | 1     | 0     | 0     | 0        | 5     | 1.0      | 1        | 1           | 0        | 0     | 1        | 0        | 0     | 0        | 1     | 1        | 9.00     |
| 出場：1回 | 出場：1回 | 出場：1回   | 1     | 1     | 0     | 0     | 0        | 5     | 1.0      | 1        | 1           | 0        | 0     | 1        | 0        | 0     | 0        | 1     | 1        | 9.00     |

- 2024年度シーズン終了時

### 年度別守備成績
| 年 度 | 球 団 | 投手（P） | 投手（P） | 投手（P） | 投手（P） | 投手（P） | 投手（P） |
| 年 度 | 球 団 | 試 合     | 刺 殺     | 補 殺     | 失 策     | 併 殺     | 守 備 率  |
| ----- | ----- | --------- | --------- | --------- | --------- | --------- | --------- |
| 2020  | NYY   | 6         | 2         | 2         | 2         | 0         | .667      |
| 2021  | NYY   | 2         | 0         | 0         | 0         | 0         | ----      |
| 2023  | NYY   | 2         | 2         | 0         | 0         | 0         | 1.000     |
| 2023  | CWS   | 6         | 1         | 0         | 0         | 0         | 1.000     |
| '23計 | CWS   | 8         | 3         | 0         | 0         | 0         | 1.000     |
| MLB   | MLB   | 16        | 5         | 2         | 2         | 0         | .778      |

- 2023年度シーズン終了時

### 記録
MiLB
- オールスター・フューチャーズゲーム選出：1回（2019年）

### 背番号
- 83（2020年 -2021年，2023年 - 同年途中）
- 64（2023年途中 - 2024年）